# Limnonectes liui
Limnonectes liui es una especie de anfibios de la familia Dicroglossidae.

## Distribución geográfica
Es endémica de la provincia de Yunnan (China) y, quizá, en zonas adyacentes de Laos y Birmania.  

## Estado de conservación
Se encuentra amenazada de extinción por la pérdida de su hábitat natural.